# 藤井隆 (経済学者)
藤井 隆（ふじい たかし、1929年5月2日 - 2017年11月23日）は、日本の経済学者。専門分野は、経済政策論。名古屋大学名誉教授。慶應義塾大学総合政策学部教授、日本計画行政学会会長、日本学術会議会員等を務めた。

## 経歴

### 出生から学生時代
1929年、岡山県で生また。海軍経理学校を経て、第六高等学校 (旧制)で学んだ。卒業後は、一橋大学に進学し、中山伊知郎の指導を受けた。1962年、学位論文『経済進歩の理論』を一橋大学に提出して経済学博士号を取得。

### 大学卒業以降
卒業後は、中山の友人であった酒井正三郎名古屋大学経済学部教授の誘いを受けて、1963年に名古屋大学経済学部講師に就任。後に助教授、教授に昇格した。1992年、名古屋大学を定年退職し、名誉教授となった。その後は1992年から1995年まで、慶應義塾大学総合政策学部教授に就いた。1996年から2000年まで、立正大学教授を務め、立正大学石橋湛山講座特任教授も務めた(～2005年)。
学界では、1977年の日本計画行政学会創立に際しては、発起人の1人としてに参画。同学会中部部会長などを経て、1995年から1999年には同学会会長を務めた。また、第13期から15期にかけて日本学術会議会員、1991-1993年には国際社会科学団体連盟（IFSSO）会長を務め、その後は名誉会長となる。

## 受賞・栄典
- 2017年：従四位瑞宝中綬章[7]。

## 著作

### 著書
- 『国際的産業再配置論』東洋経済新報社、1975
- 『戦争と協力』同文舘、1985
- 『競争と協力の政策学』同文舘、1994
- 『秩序と進歩の政策学』同文舘、1994
- 『長寿社会を企画する』勁草書房、1996
- 『人類社会経営論』東洋経済リサーチセンター、2006
- 『宇宙時代の政策学一般理論』東洋経済リサーチセンター、2012